# René Robert

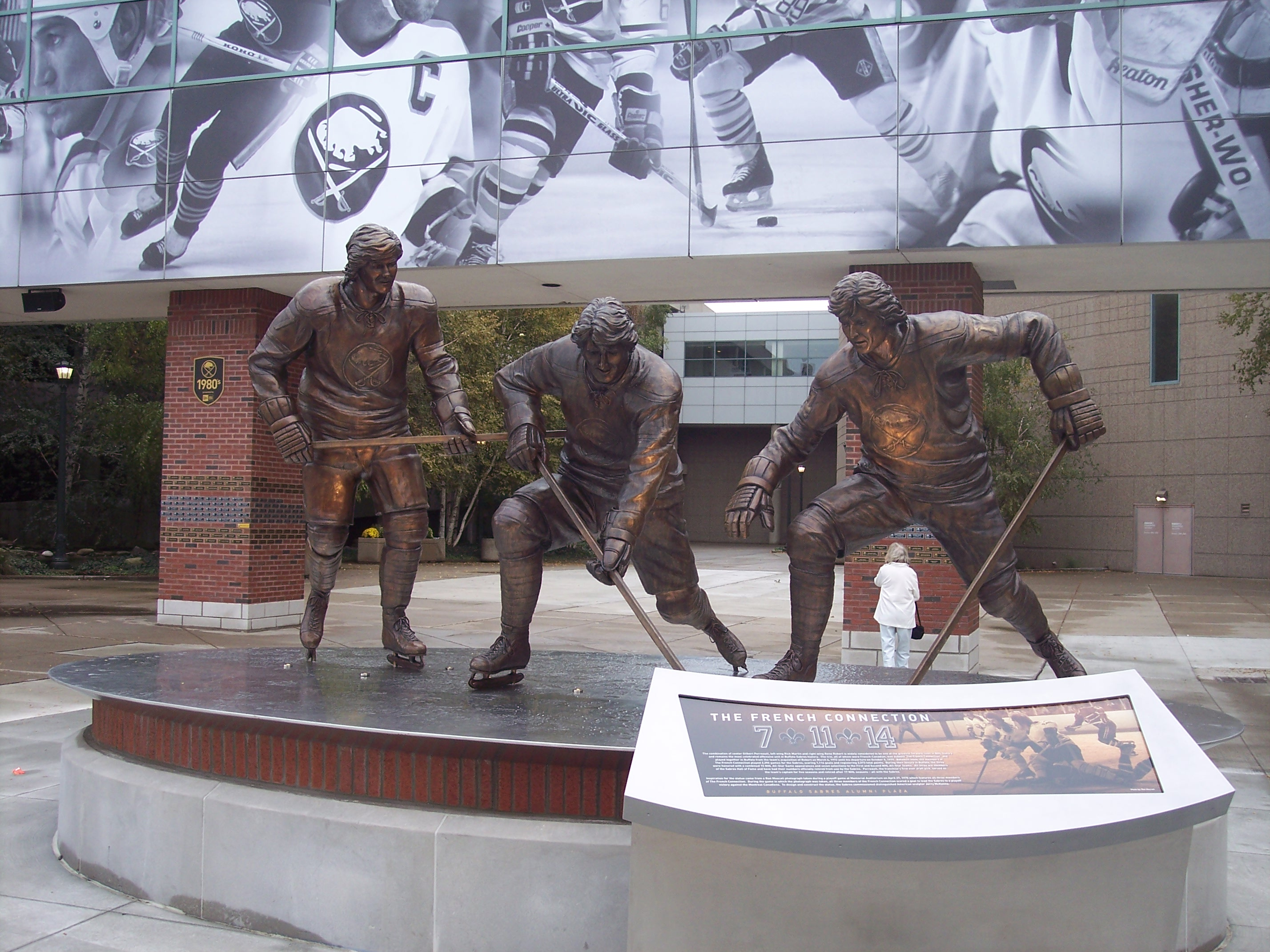
Staty över kedjan "The French Connection" med René Robert, Gilbert Perreault och Rick Martin utanför First Niagara Center i Buffalo.

René Paul Robert, född 31 december 1948 i Trois-Rivières i Quebec, död 22 juni 2021 i Port Charlotte, Florida, var en kanadensisk professionell ishockeyspelare. Robert spelade i NHL för Toronto Maple Leafs, Pittsburgh Penguins, Buffalo Sabres och Colorado Rockies åren 1970–1982.

## Karriär
Trots att René Robert både inledde och avslutade sin NHL-karriär med Toronto Maple Leafs var det med Buffalo Sabres han hade sina största framgångar. I Sabres spelade han i en kedja tillsammans med Gilbert Perreault och Rick Martin. Kedjan kallades "The French Connection" på grund av spelarnas fransk-kanadensiska ursprung.  
Säsongen 1974–75 var Roberts poängmässigt bästa då han ledde Buffalo Sabres interna poängliga med 100 poäng fördelat på 40 mål och 60 assist. I Stanley Cup-slutspelet 1975 nådde Sabres ända fram till finalen där dock Philadelphia Flyers segrade med 4-2 i matcher.

## Statistik
| 1967–68    | Tulsa Oilers        | CHL        | 3   | 0   | 2   | 2   | 0   | 2  | 0  | 4  | 4  | 14 |
| 1968–69    | Tulsa Oilers        | CHL        | 59  | 21  | 30  | 51  | 57  | 7  | 4  | 3  | 7  | 2  |
| 1969–70    | Vancouver Canucks   | WHL        | 5   | 0   | 0   | 0   | 2   | —  | —  | —  | —  | —  |
| 1969–70    | Rochester Americans | AHL        | 49  | 23  | 40  | 63  | 57  | —  | —  | —  | —  | —  |
| 1970–71    | Phoenix Roadrunners | WHL        | 7   | 4   | 3   | 7   | 6   | 10 | 5  | 3  | 8  | 7  |
| 1970–71    | Tulsa Oilers        | CHL        | 58  | 26  | 36  | 62  | 85  | —  | —  | —  | —  | —  |
| 1970–71    | Toronto Maple Leafs | NHL        | 5   | 0   | 0   | 0   | 0   | —  | —  | —  | —  | —  |
| 1971–72    | Pittsburgh Penguins | NHL        | 49  | 7   | 11  | 18  | 42  | —  | —  | —  | —  | —  |
| 1971–72    | Buffalo Sabres      | NHL        | 12  | 6   | 3   | 9   | 2   | —  | —  | —  | —  | —  |
| 1972–73    | Buffalo Sabres      | NHL        | 75  | 40  | 43  | 83  | 83  | 6  | 5  | 3  | 8  | 2  |
| 1973–74    | Buffalo Sabres      | NHL        | 76  | 21  | 44  | 65  | 71  | —  | —  | —  | —  | —  |
| 1974–75    | Buffalo Sabres      | NHL        | 74  | 40  | 60  | 100 | 75  | 16 | 5  | 8  | 13 | 16 |
| 1975–76    | Buffalo Sabres      | NHL        | 72  | 35  | 52  | 87  | 53  | 9  | 3  | 2  | 5  | 6  |
| 1976–77    | Buffalo Sabres      | NHL        | 80  | 33  | 40  | 73  | 46  | 6  | 5  | 2  | 7  | 20 |
| 1977–78    | Buffalo Sabres      | NHL        | 67  | 25  | 48  | 73  | 25  | 7  | 2  | 0  | 2  | 23 |
| 1978–79    | Buffalo Sabres      | NHL        | 68  | 22  | 40  | 62  | 46  | 3  | 2  | 2  | 4  | 4  |
| 1979–80    | Colorado Rockies    | NHL        | 69  | 28  | 35  | 63  | 79  | —  | —  | —  | —  | —  |
| 1980–81    | Colorado Rockies    | NHL        | 28  | 8   | 11  | 19  | 30  | —  | —  | —  | —  | —  |
| 1980–81    | Toronto Maple Leafs | NHL        | 14  | 6   | 7   | 13  | 8   | 3  | 0  | 2  | 2  | 2  |
| 1981–82    | Toronto Maple Leafs | NHL        | 55  | 13  | 24  | 37  | 37  | —  | —  | —  | —  | —  |
| NHL totalt | NHL totalt          | NHL totalt | 744 | 284 | 418 | 702 | 597 | 50 | 22 | 19 | 41 | 73 |